# Safet Butka
Safet Butka (nevének ejtése safɛt butka; Butka, Oszmán Birodalom, 1901/1904 – Melçan, 1943. szeptember 19.) albán politikus, tanár, második világháborús gerillaparancsnok. 1928-tól tanári és iskolaigazgatói feladatokat vállalt hazája különböző városaiban, majd Albánia 1939. áprilisi olasz megszállása után antifasiszta tüntetéseket szervezett. Az olasz hatóságok 1942-ig internálták, azt követően a Nemzeti Front vezetőségi tagja, korçai szervezetének irányítója, a Nemzeti Front egyik leghatékonyabb katonai vezetője, gerillaparancsnoka volt. A kommunista Nemzeti Felszabadítási Mozgalom partizánjaival szembeni összecsapásban vesztette életét.

## Életútja
A Kolonja vidékén fekvő Butka faluban született bektási családban, Sali Butka (1857–1938) függetlenségi harcos fiaként. Születési éve bizonytalan: nyomtatott források 1901-et jelölik meg, de sírján az 1904-es év olvasható. 1917-től Bécsben végezte középiskolai tanulmányait, majd a Bécsi Egyetem hallgatója volt. Tevékeny tagja volt az osztrák fővárosban működő albán diákköröknek, közreműködött Djalëria (’Ifjúság’) és Minerva című folyóirataik szerkesztésében. 1928-ban hazatért Albániába, és előbb a korçai líceumban (1929–1930), majd a vlorai kereskedelmi iskolában (1930–1931) vállalt tanári állást. 1932-től 1934-ig a gjirokastrai tanítóképző kollégiumot irányította annak igazgatójaként. 1935-ben Tiranába költözött ahol 1939-ig líceumi igazgatóként és kerületi tanfelügyelőként tevékenykedett.
Albánia 1939. áprilisi olasz megszállása után több antifasiszta tüntetést szervezett Tiranában és Shkodrában, mígnem az olasz hatóságok letartóztatták és 1940-ben Ventotene szigetére internálták. 1942-ben szabadon eresztették, s Albániába visszatérve a Nemzeti Front vezetőségi tagja lett. Még ugyanabban az évben a Nemzeti Front korçai szervezetének vezetője, hetven gerillából álló, Korça és Kolonja vidékén aktív alakulatának parancsnoka lett, és az olasz megszállók ellen intézett támadásokat. A Butka vezette gerillaalakulat kis mérete ellenére nagy hatékonysággal vette fel a harcot akár túlerővel szemben is, amihez hozzájárult a brit hadügyminisztériumhoz tartozó Különleges Hadműveletek Végrehajtó Egységének (Special Operations Executive) segítsége is. Összekötő tisztjük, Neil „Billy” McLean kapcsolatban állt Butka szervezetével, és kisebb fegyverszállítmányokkal is támogatta harcukat. Hadi sikereik közül kiemelkedik az 1943. március 25-én Voskopoja térségében vívott csatájuk, amelynek során egy olasz különítmény nagy részét megsemmisítették, az olaszok foglyait kiszabadították, Ersekánál pedig nagy mennyiségű hadi felszerelést zsákmányoltak. Csapata időről időre kiterjesztette tevékenységét Vlora környékére is, ahol többször kifosztották az albán parasztságtól az olasz hatóságok által rekvirált mezőgazdasági termények raktárait.
Halálának körülményei a forrásokban ellentmondásosak. 1943 szeptemberében a Korça melletti Melçanba szorították a Nemzeti Felszabadítási Mozgalom kommunista partizánjai, ahol vagy öngyilkosságot követett el, vagy pedig a partizánok ölték meg.